# Serenella Bianco
Serenella Bianco (Giussano, 17 marzo 1964) è un'ex cestista italiana.

## Carriera
Con l'Italia ha disputato i Campionati mondiali del 1990.